# Syneta hamata
Syneta hamata är en skalbaggsart som beskrevs av Horn 1893. Syneta hamata ingår i släktet Syneta och familjen bladbaggar. Inga underarter finns listade i Catalogue of Life.